# Coronation Mountain
Coronation Mountain är ett berg i Kanada.   Det ligger i provinsen Alberta, i den centrala delen av landet, 3 100 km väster om huvudstaden Ottawa. Toppen på Coronation Mountain är 2 918 meter över havet, eller 7 meter över den omgivande terrängen. Bredden vid basen är 0,06 km.
Terrängen runt Coronation Mountain är huvudsakligen bergig.Trakten runt Coronation Mountain är nära nog obefolkad, med mindre än två invånare per kvadratkilometer.. Det finns inga samhällen i närheten. 
Trakten runt Coronation Mountain består i huvudsak av gräsmarker.